# Локална рачунарска мрежа
 (енгл. local area network — „Локална рачунарска мрежа”) је скуп рачунара који су повезани у једну рачунарску мрежу, на релативно малом простору, као што су канцеларија, више канцеларија или зграда.
Ова мрежа може да броји два и више рачунара који су повезани на одређен начин.
Неки периферни уређаји као што су штампачи, модеми и сл., такође се убрајају у ову мрежу.
Главна карактеристика локалних мрежа, по чему се оне разликују од мрежа на великим подручјима (WAN) јесте много већа брзина преноса података (реда 10 до 1000 MB/s) и непостојање потребе за закупљеним телекомуникационим водовима.
Најчешћи метод повезивања рачунара у локалној мрежи јесте кабловима (Етернет) или бежична мрежа.
Локална мрежа може, најчешће преко неког рутера, бити повезана са другим мрежама у већу WAN мрежу или директно преко провајдера на интернет.

## Историја
Пошто је већина универзитета и истраживачких лабораторија током касних 1960-их добило више компјутера, појавио се све већи притисак да се обезбеди брза интерконекција између рачунара. Извештај из 1970. из лабораторије аеродрома Лоренс детаљно описује раст њихове мреже „Октапус” што је добар показатељ ситуације. Кембриџ прстен је развијен 1974. на Универзитету у Кембриџу, али се никад није развио у успешан комерцијални производ. Етернет је развијен у Зирокс парку 1973-1975, и документоване у УС Патент 4.063.220. Године 1976, након што је систем био распоређен у парку, Меткалф и Богс су објавили књигу: „Етернет: Дистрибуирани пакет-Пребацивање за локалне рачунарске мреже”. ARCnet је развијен од стране Дејтапоинт корпорацији 1976. и објављен у 1977. То је прва комерцијална инсталација у децембру 1977 у енгл. Chase Manhattan Bank у Њујорку.

## Преносни медији
У локалним мрежама се користе четири основна преносна медија: коаксијални кабл, упредена парица, оптички кабл и бежични пренос. Сваки од ових медија има своје предности, као и мане у смислу цене, брзине и могућности ширења мреже. У већини првих локалних мрежа користили су се коаксијални каблови. Коаксијални кабл се састоји од једне или две проводне жице енкапсулиране у неколико слојева за изолацију и заштиту. Коаксијални каблови омогућавају велику брзину преноса са ниским стопама грешака. Упредене парице (телефонска парица) је јефтинија од коаксијалног кабла, може одржати брзине преноса уобичајене за већину личних рачунара и лако се инсталира. Оптички кабл је преносни медиј који се бира за мреже у којима је потребно одржати велике брзине преноса, почев од 100 мегабита у секунди. За представљање података оптички кабл користи светлосне импулсе. Пошто светлосни сигнали нису искривљени електричним и магнетним пољима, нуде велику толеранцију на грешке. Недостаци оптичких каблова су њихова висока цена и тешкоће приликом додавања и уклањања радних станица из мреже. У бежичним локалним мрежама поруке се преносе кроз ваздух као радио таласи. Локалне бежичне мреже је врло лако проширивати.